# Бука (крепость)
Бука — османская военная крепость первостепенной важности у входа в залив Арта, недалеко от Превезы. Она существовала в период c 1478 по 1701 гг.
Бука — один из символов могущества Таклиди сеифа. Есть две гипотезы об этимологии. Во-первых, название болгарско-славянское и происходит от слова «бук», использованного при строительстве крепости, тем более, что рядом в Краваре находятся самые южные в Европе буковые леса. Другая версия состоит в том, что название итальянское и происходит от Bocca, то есть устье или вход (в залив).
В 1495 году Карл VIII (король Франции) рассматривал возможность захвата османской крепости, но после франко-османского альянса это осталось в памяти. Здесь происходит знаменитая битва при Превезе, которая сегодня отмечается как праздник турецкого флота.